# Batoga
Batoga (en ruso: Батога) es un jútor del raión de Primorsko-Ajtarsk del krai de Krasnodar en el sur de Rusia. Está situado 32 km al sudeste de Primorsko-Ajtarsk y 96 km al noroeste de Krasnodar, la capital del krai. Tenía 113 habitantes en 2010.
Pertenece al municipio Stepnoye.